# The Trail of '98
The Trail of ’98 is een Amerikaanse avonturenfilm uit 1928 onder regie van Clarence Brown. Het scenario is gebaseerd op de gelijknamige roman uit 1910 van de Brits-Canadese auteur Robert W. Service. Destijds werd de film in Nederland uitgebracht onder de titel De goudtrek naar Klondike.

## Verhaal
In 1898 wordt het nieuws bekend dat er in Alaska enorme goudvoorraden in de grond zitten. Duizenden avonturiers verzamelen zich in de haven van San Francisco om naar het noorden te vertrekken. Niemand is echter opgewassen tegen het barre poolklimaat. Een jongeman moet intussen kiezen tussen het geld en de liefde.

## Rolverdeling
| Acteur          | Personage       |
| --------------- | --------------- |
| Dolores del Río | Berna           |
| Ralph Forbes    | Larry           |
| Karl Dane       | Lars Petersen   |
| Harry Carey     | Jack Locasto    |
| Tully Marshall  | Salvation Jim   |
| George Cooper   | Samuel Foote    |
| Russell Simpson | Oude Zweed      |
| Emily Fitzroy   | Mevrouw Bulkey  |
| Tenen Holtz     | Mijnheer Bulkey |
| Cesare Gravina  | Henry Kelland   |
| Doris Lloyd     | Koppelaarster   |
| E. Alyn Warren  | Machinist       |
| Johnny Downs    | Jongen          |
| Ray Hallor      | Jim             |
| Ray Gallagher   | Joe             |